# Achilixius fennahi
Achilixius fennahi är en insektsart som beskrevs av  1989. Achilixius fennahi ingår i släktet Achilixius och familjen Achilixiidae. Inga underarter finns listade i Catalogue of Life.